# Red Corner
Red Corner è l'undicesimo album dei Matia Bazar, pubblicato dalla Compagnia Generale del Disco su vinile (catalogo CGD 20950), CD (CDS 6139) e musicassetta (30 CGD 20950) nel 1989.

## Descrizione
Raggiunge la 19ª posizione nella classifica degli album più venduti in Italia nel 1989.
È l'ultimo album con Antonella Ruggiero come cantante.
In questo album vi è un maggiore apporto vocale di Carlo Marrale, dopo anni in cui a parte rare eccezioni, a cantare era solo Antonella Ruggiero.
Nel 1997 è stato rimasterizzato su CD dalla Virgin Dischi (catalogo 243 8 42785 2) e reso disponibile per il download digitale dalla EMI Italiana.
Nell'album suonano vari ospiti tra cui i batteristi Jeremy Stacey (divenuto poi collaboratore per Robbie Williams) e Lele Melotti ed il cantautore Edoardo Bennato all'armonica nel brano Winnie.
Sul retro copertina dell'album è riportata la scritta: questo disco é dedicato alla libertà.

## I brani
- Stringimi
Ha partecipato al Festivalbar 1989. Nel 1995, interpretato da Laura Valente, è stato inserito nell'album Radiomatia.
- Nell'era delle automobili è dedicato a Federico Fellini.
- Cuore irlandese è dedicato a Van Morrison.

## Tracce
Lato A
1. Stringimi (versione album) – 5:18 (testo: Aldo Stellita – musica: Sergio Cossu)
2. Se tu – 5:11 (testo: Aldo Stellita – musica: Carlo Marrale)
3. Il mare – 4:20 (testo: Marco Guzzetti, Aldo Stellita – musica: Sergio Cossu, Carlo Marrale)
4. Winnie – 4:32 (testo: Aldo Stellita – musica: Sergio Cossu)
5. Sentimentale – 4:54 (testo: Aldo Stellita – musica: Carlo Marrale)

Durata totale: 24:15
Lato B
1. Cuba – 5:08 (testo: Aldo Stellita – musica: Carlo Marrale)
2. Cuore irlandese – 4:51 (testo: Aldo Stellita – musica: Sergio Cossu)
3. Besame – 4:42 (testo: Francesco Magni, Aldo Stellita – musica: Carlo Marrale)
4. Caccia alle streghe – 5:00 (testo: Aldo Stellita – musica: Carlo Marrale)
5. Nell'era delle automobili – 4:28 (testo: Aldo Stellita – musica: Carlo Marrale)

Durata totale: 24:09

## Formazione
Gruppo
- Antonella Ruggiero - voce, percussioni
- Sergio Cossu - tastiere, organo Hammond in Cuore irlandese, voce
- Carlo Marrale - chitarre, charango in Charango, voce
- Aldo Stellita - basso
- Giancarlo Golzi - batteria, percussioni

Altri musicisti
- Lele Melotti - batteria in Stringimi
- Giorgio Joan - basso in Stringimi
- David "Clem" Clempson - chitarra in Cuore irlandese
- Maurizio Fabrizio - chitarra a 12 corde in Besame
- David Paton - basso in Caccia alle streghe
- Jeremy Stacey - batteria in Caccia alle streghe
- Hans Herchenhahn - primo violino in Nell'era delle automobili
- Massimo Nunzi - flicorno in Se tu
- Jacopo Jacopetti - sassofono tenore, sassofono soprano in Il mare, Sentimentale e Cuba
- Hugo Heredia - clarinetto in Nell'era delle automobili
- Edoardo Bennato - armonica in Winnie

## Classifiche
| Classifica (1989) | Posizione raggiunta |
| ----------------- | ------------------- |
| Italia            | 3                   |